# Юдін Олександр Васильович (будівельник)
Ю́дін Олекса́ндр Васи́льович (*8 червня 1939 — †23 вересня 1993) — відомий в Удмуртії будівник доріг. Заслужений будівник РРФСР (1989).
Закінчив Саратовський політехнічний інститут в 1961 році, працював в Управлінні будівництва та ремонту автодоріг при Ради Міністрів Удмуртської АРСР (1961-1965) майстром, інженером дорожньої дільниці, начальником планового відділу. В 1965-1968 роках був на будівництві доріг в Ємені. В 1968-1969 роках — головний інженер, в 1973—1978 роках керівник треста «Дормістбуд» (Іжевськ). В 1969-1983 роках в Іжевську на партійній роботі. В 1983-1993 роках — начальник «Удмуртавтодора».
За його керівництва в республіці зросли темпи дорожнього будівництва, споруджено декілька великих, складних в інженерному відношенні мостів. Неодноразово обирався депутатом Верховної Ради Удмуртської АРСР. Делегат 23-го з'їзду КПРС. Нагороди — Орден Трудового Червоного Прапора, Орден Знак Пошани. Трагічно загинув в автокатастрофі. Його ім'ям названо міст через річку Вала у Вавозькому районі — Олександрів міст.